# Берзгальская волость
Бе́рзгальская во́лость (латыш. Bērzgales pagasts) — одна из двадцати пяти территориальных единиц Резекненского края Латвии. Находится на северо-востоке края. Граничит с Ленджской, Веремской и Илзескалнской волостями своего края, Межвидской волостью Карсавского края и Звиргзденской волостью Циблского края.
Крупнейшими населёнными пунктами волости являются сёла: Берзгале (волостной центр), Чумине, Воверники, Гребейжи, Ульинова, Мединьмуйжа, Шкинчи, Мицани, Мариентале, Песчанка.
В Берзгале находятся Берзгальская католическая церковь Св. Анны, здание бывшей Берзгальской усадьбы и краеведческий музей.
Через Берзгальскую волость проходит автомобильная дорога А13 Гребнево — Резекне — Даугавпилс — Медуми, являющейся частью Европейского маршрута E262 и участок железнодорожной линии Карсава — Резекне.
По территории волости протекает река Ритупе. Из крупных озёр — Мицану и Мейрану.

## История
До 1925 года Берзгальская волость Резекненского уезда называлась Биржгальской. В 1935 году её площадь составляла 193,8 км², при населении в 7393 жителя.
В 1945 году в Берзгальской волости были созданы Берзгальский, Юзупольский, Ленджский, Межвидский, Падольский и Веремский сельские советы. После отмены в 1949 году волостного деления Берзгальский сельсовет входил в состав Резекненского района.
В 1954 году к Берзгальскому сельсовету была присоединена территория ликвидированного колхоза «Трудовик» Юзупольского сельского совета. В 1971 году часть территории совхоза «Гайлуми» Берзгальского сельсовета была передана Гайлумскому сельсовету.
В 1990 году Берзгальский сельсовет был реорганизован в волость. В 2009 году, по окончании латвийской административно-территориальной реформы, Берзгальская волость вошла в состав Резекненского края.